# Křídová technika
Křídová technika nebo též krejonová manýra, tužková technika (fr. Manière de crayon) je grafická technika tisku z hloubky napodobující křídovou kresbu. Původně sloužila k reprodukci křídových nebo uhlových kreseb a pastelů. V tisku z plochy se tak označuje jemná litografie provedená na kameni velmi tvrdou tužkou.

## Historie

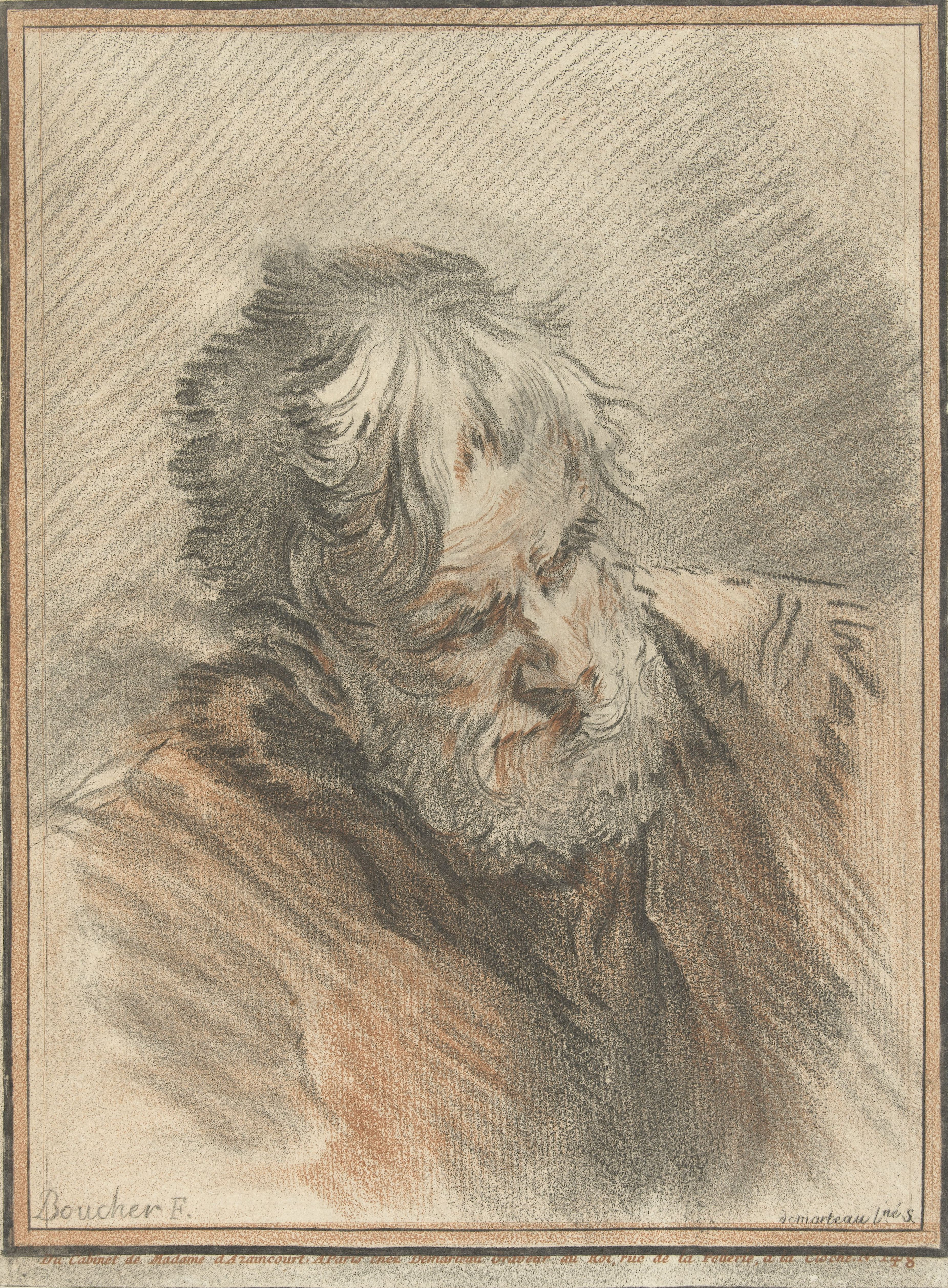
Gilles Demarteau, dle François Bouchera: Hlava starého muže

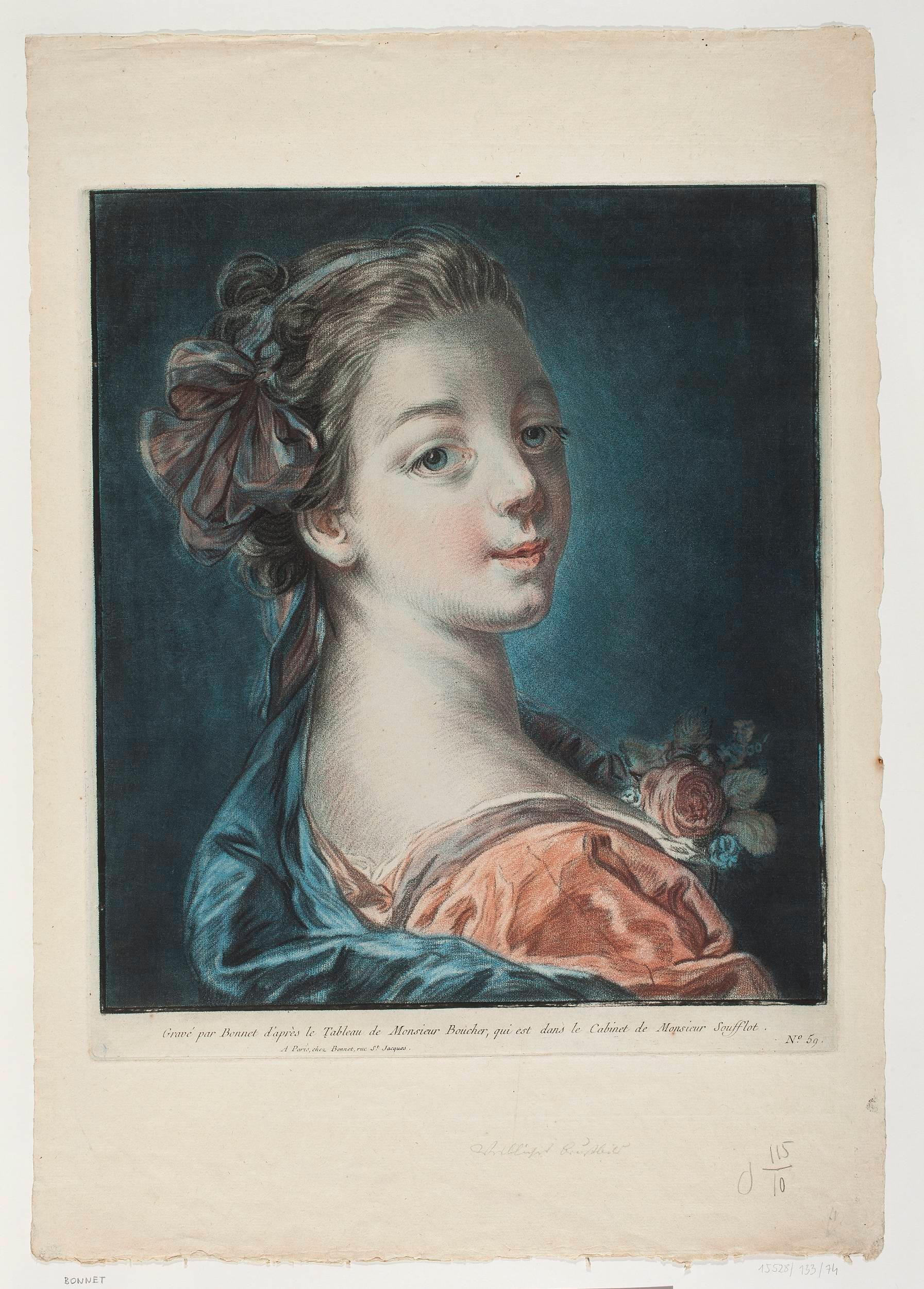
Louis-Marin Bonnet, dle François Bouchera: Portrét mladé ženy

Podle Béguina objevili techniku roku 1735 Angličané Arthur Pond a Charles Knapton, ale začal ji využívat roku 1740 až francouzský grafik Jean Charles François, původně pro reprodukci křídových kreseb. Pro metodu vícebarevného leptu z několika štočků ji přizpůsobil Louis-Marin Bonnet, který postup publikoval roku 1769 v díle Le pastel en gravure. Krejonová manýra byla oblíbená v době rokoka. Mistrem této techniky byl Gilles Demarteau (1722-1776), který reprodukoval stovky děl Bouchera a Hueta takovým způsobem, že byly téměř nerozeznatelné od původních kreseb. Další grafici reprodukovali díla Watteaua a Fragonarda. Podobně pracoval také Louis Maria Bonnet (1743-1783), který se specializoval na vícebarevné dámské portréty.
Kolem roku 1760 Thomas Gainsborough a po něm další angličtí grafici začali používat tuto techniku v kombinaci s Vernis mou. Svá díla tak tvořili také Alexandre-Gabriel Decamps a Félicien Rops.

## Postup
Křídová technika se podobá tečkovací manýře, ale zachovává charakter kresebných linií, vytvořených řadami teček. Původně byla používána jako druh rytiny k přímé práci na kovové desce. Obvykle se kombinuje se suchou jehlou nebo tečkovací technikou.
Pro leptání se na desku pokrytou pevným a začazeným krytem přenese stranově obrácená kresba. Pomocí zvláštních nástrojů - ruletou (ozubené kolečko v držátku), moletou (kulička se zoubky ke změkčení obrysů), matoárem (mattoire, otočná poloviční kulička s nepravidelnými zoubky), svazkem jehel, ešopem se do krytu prorazí čáry kresby až na kov. Čáru je třeba několikrát opakovat pro dosažení správné hustoty bodů. Poté se deska silně zaleptá. Při vícebarevné křídové technice se používá soutisk z několika desek.
Většina grafických listů zhotovených křídovou technikou kombinuje tuto metodu s leptem a akvatintou.

### Křídový lept s využitím fotomechanického přenosu kresby
Technika je založena na vlastnosti syrského asfaltu, který se působením světla stane nerozpustný v terpentýnu. Kovová deska se natře roztokem syrského asfaltu v terpentýnu a po zaschnutí se na ni kreslí litografickou křídou nebo černou retušovací tužkou při slabém umělém osvětlení. Kresbu je možno přenést také z nějakého průhledného materiálu (sklo, astralon), který se přiloží na kryt. Výhodou tohoto postupu je, že kresbu není třeba stranově převracet. Deska se pak exponuje 2-3 hodiny na slunci. Na neosvětlených místech pokrytých kresbou zůstává asfalt rozpustný a lze ho smýt tamponem namočeným v terpentýnu. Po zaprášení akvatintovým zrnem s leptá do hloubky. Zbylý světlem vytvrzený asfalt lze změkčit a smýt petrolejem. Kresba si uchovává i drobné detaily.